# Le juge est une femme
Le juge est une femme est une série télévisée française en 138 épisodes de 90 puis 52 minutes, créée par Noëlle Loriot et diffusée depuis le 11 novembre 1993 sur TF1.
Il s'agit de l'adaptation de la trilogie littéraire de Noëlle Loriot.
Elle est composée de deux périodes : Florence Larrieu : Le juge est une femme (1993-2002) et Alice Nevers : Le juge est une femme (2002-2022).
Florence Larrieu : Le juge est une femme, diffusée du 11 novembre 1993 au 13 mai 2002 en 17 épisodes, met en scène la juge d'instruction Florence Larrieu jouée par Florence Pernel. Marine Delterme la remplace dans le rôle d'Alice Nevers à partir du 2 septembre 2002 et la série est alors renommée Alice Nevers : Le juge est une femme.
Après avoir été arrêtée en 2022, la série renaît sous forme d'épisode spéciaux.

## Synopsis
Cette série met en scène les enquêtes menées par les juges d'instruction Florence Larrieu puis Alice Nevers, toutes deux secondées par des officiers de police judiciaire.

## Distribution et personnages

### Florence Larrieu: Le juge est une femme

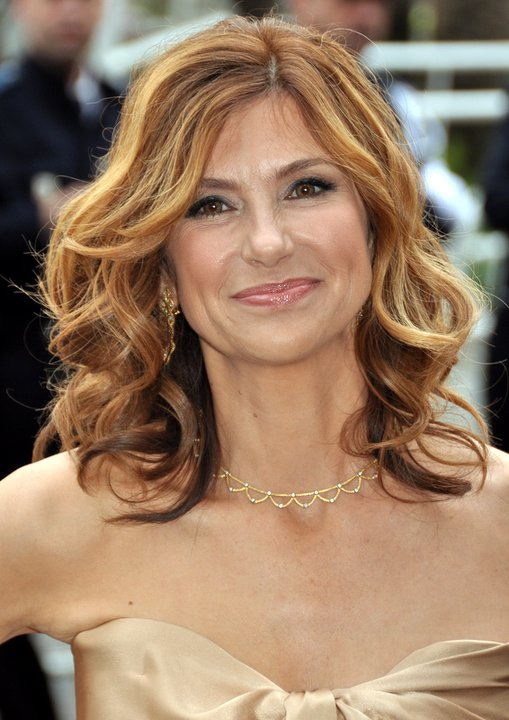
Florence Pernel

| Saison | Épisodes | Juge                                    | Greffier                  | OPJ                                      | OPJ                                    |
| ------ | -------- | --------------------------------------- | ------------------------- | ---------------------------------------- | -------------------------------------- |
| 1      | 1-2      | Juge Florence Larrieu (Florence Pernel) | Greffier (Arsène Jiroyan) | --                                       | Lieutenant Colas (Frédéric Diefenthal) |
| 2      | 1-2      | Juge Florence Larrieu (Florence Pernel) | Greffier (Arsène Jiroyan) | --                                       | Lieutenant Colas (Frédéric Diefenthal) |
| 3      | 1-2      | Juge Florence Larrieu (Florence Pernel) | --                        | --                                       | Lieutenant Colas (Frédéric Diefenthal) |
| 4      | 1-3      | Juge Florence Larrieu (Florence Pernel) | --                        | --                                       | Lieutenant Colas (Frédéric Diefenthal) |
| 5      | 1-2      | Juge Florence Larrieu (Florence Pernel) | --                        | --                                       | Lieutenant Colas (Frédéric Diefenthal) |
| 6      | 1-2      | Juge Florence Larrieu (Florence Pernel) | --                        | --                                       | Lieutenant Colas (Frédéric Diefenthal) |
| 7      | 1-3      | Juge Florence Larrieu (Florence Pernel) | --                        | Commissaire Saintigny (Patrick Catalifo) | Inspecteur Joly (Aurélien Wiik)        |

#### Acteurs principaux
- Juge
  - Florence Pernel: Florence Larrieu (épisodes 1 à 17)
- OPJ
  - Frédéric Diefenthal: Lieutenant Victor Colas (épisodes 1 à 17)
- Procureur
  - Bernard Lanneau: Le procureur

### Alice Nevers
| Saison | Épisodes | Procureur                                                     | Procureur adjoint                                  | Assistant du Procureur adjoint       | Juge                                | Greffier                                      | Commissaire | OPJ                                         | OPJ                                          | Médecin légiste                    |
| ------ | -------- | ------------------------------------------------------------- | -------------------------------------------------- | ------------------------------------ | ----------------------------------- | --------------------------------------------- | ----------- | ------------------------------------------- | -------------------------------------------- | ---------------------------------- |
| 1      | 1-3      |                                                               | --                                                 | --                                   | Juge Alice Nevers (Marine Delterme) | Greffier Édouard Lemonnier (Jean Dell)        | --          | Lieutenant Forette (Richaud Valls)          | --                                           | Doc (Daniel-Jean Colloredo)        |
| 2      | 1-3      | Lieutenant Sylvain Romance (Arnaud Binard)                    | --                                                 | --                                   | Juge Alice Nevers (Marine Delterme) | Greffier Édouard Lemonnier (Jean Dell)        | --          | Lieutenant Guérand (Alexandre Brasseur)     |                                              | Doc (Daniel-Jean Colloredo)        |
| 3      | 1-2      | Lieutenant Sylvain Romance (Arnaud Binard)                    | --                                                 | --                                   | Juge Alice Nevers (Marine Delterme) | Greffier Édouard Lemonnier (Jean Dell)        | --          | Lieutenant Guérand (Alexandre Brasseur)     |                                              | Doc (Daniel-Jean Colloredo)        |
| 4      | 1-3      | Lieutenant Sylvain Romance (Arnaud Binard)                    | --                                                 | --                                   | Juge Alice Nevers (Marine Delterme) | Greffier Édouard Lemonnier (Jean Dell)        | --          | Lieutenant Guérand (Alexandre Brasseur)     |                                              | Doc (Daniel-Jean Colloredo)        |
| 5      | 1-5      | Lieutenant Sylvain Romance (Arnaud Binard)                    | --                                                 | --                                   | Juge Alice Nevers (Marine Delterme) | Greffier Édouard Lemonnier (Jean Dell)        | --          | Lieutenant Guérand (Alexandre Brasseur)     |                                              | Doc (Daniel-Jean Colloredo)        |
| 6      | 1-6      | Commandant Frédéric « Fred » Marquand (Jean-Michel Tinivelli) | --                                                 | --                                   | Juge Alice Nevers (Marine Delterme) | Greffier Édouard Lemonnier (Jean Dell)        | --          | Lieutenant Ludovic (Grégori Baquet)         |                                              | Doc (Daniel-Jean Colloredo)        |
| 7      | 1-5      | Commandant Frédéric « Fred » Marquand (Jean-Michel Tinivelli) | --                                                 | --                                   | Juge Alice Nevers (Marine Delterme) | Greffier Édouard Lemonnier (Jean Dell)        | --          | Lieutenant Max Cohen (Noam Morgensztern)    |                                              | Doc (Daniel-Jean Colloredo)        |
| 8      | 1-6      | Commandant Frédéric « Fred » Marquand (Jean-Michel Tinivelli) | --                                                 | --                                   | Juge Alice Nevers (Marine Delterme) | Greffier Édouard Lemonnier (Jean Dell)        | --          | Lieutenant Max Cohen (Noam Morgensztern)    |                                              | Doc (Daniel-Jean Colloredo)        |
| 9      | 1-6      | Commandant Frédéric « Fred » Marquand (Jean-Michel Tinivelli) | --                                                 | --                                   | Juge Alice Nevers (Marine Delterme) | Greffier Édouard Lemonnier (Jean Dell)        | --          | Lieutenant Max Cohen (Noam Morgensztern)    |                                              | Doc (Daniel-Jean Colloredo)        |
| 10     | 1-6      | Commandant Frédéric « Fred » Marquand (Jean-Michel Tinivelli) | --                                                 | --                                   | Juge Alice Nevers (Marine Delterme) | Greffier Victor Lemonnier (Guillaume Carcaud) | --          | Lieutenant Max Cohen (Noam Morgensztern)    |                                              | Doc (Daniel-Jean Colloredo)        |
| 11     | 1-8      | Commandant Frédéric « Fred » Marquand (Jean-Michel Tinivelli) | --                                                 | --                                   | Juge Alice Nevers (Marine Delterme) | Greffier Victor Lemonnier (Guillaume Carcaud) | --          | Lieutenant Max Cohen (Noam Morgensztern)    |                                              | Doc (Daniel-Jean Colloredo)        |
| 12     | 1-10     | Commandant Frédéric « Fred » Marquand (Jean-Michel Tinivelli) | --                                                 | --                                   | Juge Alice Nevers (Marine Delterme) | Greffier Victor Lemonnier (Guillaume Carcaud) | --          | Lieutenant Noah Diacouné (Ahmed Sylla)      |                                              | Doc (Daniel-Jean Colloredo)        |
| 13     | 1-10     | Commandant Frédéric « Fred » Marquand (Jean-Michel Tinivelli) | --                                                 | --                                   | Juge Alice Nevers (Marine Delterme) | Greffier Victor Lemonnier (Guillaume Carcaud) | --          | Lieutenant Noah Diacouné (Ahmed Sylla)      |                                              | Doc (Daniel-Jean Colloredo)        |
| 14     | 1-10     | Commandant Frédéric « Fred » Marquand (Jean-Michel Tinivelli) | --                                                 | --                                   | Juge Alice Nevers (Marine Delterme) | Greffier Victor Lemonnier (Guillaume Carcaud) | --          | Lieutenant Djibril Kadiri (Gary Mihaileanu) |                                              | Doc (Daniel-Jean Colloredo)        |
| 15     | 1-2      | Commandant Frédéric « Fred » Marquand (Jean-Michel Tinivelli) | --                                                 | --                                   | Juge Alice Nevers (Marine Delterme) | Greffier Victor Lemonnier (Guillaume Carcaud) | --          | Lieutenant Djibril Kadiri (Gary Mihaileanu) |                                              | Doc (Daniel-Jean Colloredo)        |
| 15     | 3-10     | Commandant Frédéric « Fred » Marquand (Jean-Michel Tinivelli) | --                                                 | --                                   | Juge Alice Nevers (Marine Delterme) | Greffier Victor Lemonnier (Guillaume Carcaud) | --          | Lieutenant Djibril Kadiri (Gary Mihaileanu) | Docteur Jérôme Ravalec (Loïc Legendre)       |                                    |
| 16     | 1-10     | Commandant Frédéric « Fred » Marquand (Jean-Michel Tinivelli) | --                                                 | --                                   | Juge Alice Nevers (Marine Delterme) | Greffier Victor Lemonnier (Guillaume Carcaud) | --          | Lieutenant Djibril Kadiri (Gary Mihaileanu) | Docteur Jérôme Ravalec (Loïc Legendre)       |                                    |
| 17     | 1-2      | Commandant Frédéric « Fred » Marquand (Jean-Michel Tinivelli) | --                                                 | --                                   | Juge Alice Nevers (Marine Delterme) | Greffier Victor Lemonnier (Guillaume Carcaud) | --          | Lieutenant Djibril Kadiri (Gary Mihaileanu) | Docteur Jérôme Ravalec (Loïc Legendre)       |                                    |
| 17     | 3-10     | Commandant Frédéric « Fred » Marquand (Jean-Michel Tinivelli) | Procureure adjointe Alice Nevers (Marine Delterme) | Victor Lemonnier (Guillaume Carcaud) | --                                  | --                                            | --          | Lieutenant Djibril Kadiri (Gary Mihaileanu) | Docteur Jérôme Ravalec (Loïc Legendre)       |                                    |
| 18     | 1-6      | Commandant Frédéric « Fred » Marquand (Jean-Michel Tinivelli) | Procureure adjointe Alice Nevers (Marine Delterme) | Victor Lemonnier (Guillaume Carcaud) | --                                  | --                                            | --          | Lieutenant Djibril Kadiri (Gary Mihaileanu) | Docteur Jérôme Ravalec (Loïc Legendre)       |                                    |
| 19     | 1-2      | Commandant Frédéric « Fred » Marquand (Jean-Michel Tinivelli) | Procureure Alice Nevers (Marine Delterme)          | --                                   | --                                  | --                                            | --          | Commissaire Malaterre (Laurent Gamelon)     | Lieutenante Pascaline Turquet (Amélie Robin) | Docteur Ambre Diop (Sabine Pakora) |

#### Acteurs principaux

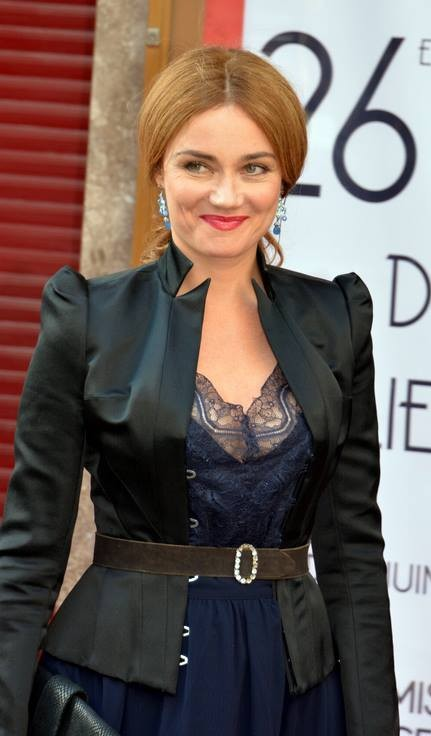
Marine Delterme alias Alice Nevers.

- Marine Delterme : Alice Nevers (saisons 1 à 19)

- Juge
  - Marine Delterme : Juge Alice Nevers (saisons 1 à 16)
- Greffiers d'Alice Nevers
  - Guillaume Carcaud : Victor Lemonnier, neveu d'Édouard Lemonnier (saisons 10 à 16)
  - Jean Dell : Édouard Lemonnier (principal saisons 1-9, invité saisons 10, 12 et 19)

- Procureure adjointe
  - Marine Delterme : Procureure adjointe Alice Nevers (saisons 17 et 18)[1]
- Assistant de la Procureure adjointe
  - Guillaume Carcaud : Victor Lemonnier, neveu d'Édouard Lemonnier (saisons 17 et 18)
- Procureure
  - Marine Delterme : Procureur Alice Nevers (saison 19)
- OPJ
  - Richaud Valls : Lieutenant Forette (saison 1)
  - Arnaud Binard : Lieutenant Sylvain Romance (saisons 2 à 5, invité saison 19)
  - Alexandre Brasseur : Lieutenant Guérand (saisons 2 à 5)
  - Jean-Michel Tinivelli : Commandant Frédéric « Fred » Marquand (saisons 6 à 19)
  - Grégori Baquet : Lieutenant Ludovic (saison 6-7)
  - Noam Morgensztern : Lieutenant Max Cohen (saisons 7 à 11)
  - Ahmed Sylla : Lieutenant Noah Diacouné (saisons 12 à 13, invité saison 14)
  - Gary Mihaileanu : Lieutenant Djibril Kadiri (saison 14 à 18)
  - Amélie Robin : Lieutenante Pascaline Turquet (saison 19)

- Commissaire
  - Laurent Gamelon : Commissaire Malaterre (saison 19)

- Autres OPJ
  - Karina Testa : Capitaine Léa Delcourt, une policière du SDLP (saisons 13 à 15)
- Médecin légiste
  - Daniel-Jean Colloredo : le médecin légiste (récurrent saisons 1 à 15, invité saison 19)
  - Loïc Legendre : Docteur Jérôme Ravalec, le médecin légiste (récurrent saisons 15 à 18, invité saison 19)
  - Sabine Pakora : Docteur Ambre Diop, la médecin légiste (saison 19)
- Présidentes du Tribunal
  - Anne-Marie Philipe : la présidente du tribunal (saisons 1 à 3)
  - Catherine Alcover : la présidente du tribunal (saisons 4 à 5)
- Famille Alice Nevers :
  - Père :
    - Paul Barge (saison 1) puis Pierre Santini (saison 6 à 19) : le père d'Alice

  - Compagnons : 
    - Alexandre Varga : Mathieu Brémont, compagnon d'Alice (invité saison 7, récurrent saisons 8 à 11, invité saisons 17 à 19)
    - Mas Belsito : Dr Adam Chahine, le thérapeute en hypnose puis compagnon d'Alice (saisons 13 à 14)

  - Enfants :
    - Roméo Caiazzo (saisons 9 à 13) puis Naël Rabia (saisons 14 à 19) : Paul Brémont, le fils d'Alice et Mathieu Brémont (saisons 9 à 19)
    - Médina Diarra (saisons 14 à 17) puis Jessyrielle Massengo (saisons 18 à 19) : Ada Cano, fille adoptive nigérienne d’Alice (saison 14 à 19)

- Famille Frédéric Marquand
  - Compagnes :
    - Nathalie Blanc : Flora, l'ex-femme de Frédéric et la mère de Juliette (saison 9)
    - Karine Ambrosio : Rachel Fronsac, la mère de Lucie (saison 12)

  - Enfants :
    - Lubna Gourion (saison 8) puis Tilly Mandelbrot (saison 9) : Juliette, la fille de Frédéric (saisons 8 à 9)
    - Maryne Bertieaux : Lucie Fronsac, la fille de Frédéric (récurrente saison 12)

#### Invités deSection de recherches
- Xavier Deluc : Capitaine Martin Bernier (saison 17 épisodes 1-2)
- Franck Sémonin : Lieutenant Lucas Auriol (saison 17 épisodes 1-2)
- Félicité Chaton : Adjudant Victoire « Vicky » Cabral (saison 17 épisode 1)
- Stéphane Soo Mongo : Adjudant Alexandre « Alex » Sainte-Rose (saison 17 épisode 1)
- Élise Tielrooy : Capitaine Ariel Grimaud (saison 17 épisode 1)

## Production

### Développement
Un pilote de la série est diffusé le 11 novembre 1993 sur TF1, avec Florence Pernel dans le rôle de la juge d'instruction Florence Larrieu. La série dure 17 épisodes, jusqu'au 13 mai 2002.
En 2002, Florence Pernel quitte la série et se voit remplacée par Marine Delterme dans le rôle d'Alice Nevers. Ce changement de personnage principal s'accompagne d'une modification du titre de la série. Pour rentrer dans son rôle et effacer ses préjugés malgré des études de droit, Marine Delterme part à la rencontre de vrais juges. Elle suit trois juges et assiste même à une audition en se faisant passer pour une greffière,. Le 1er épisode de la nouvelle mouture est diffusé le 2 septembre 2002.
En 2007, à partir de la sixième saison, la série connaît de multiples changements. En plus d'un changement de casting avec l'arrivée de Jean-Michel Tinivelli (Commandant Frédéric Marquand), le format de la série passe de 90 minutes à 52 minutes. Le réalisateur et scénariste René Manzor en profite pour changer le ton esthétique de la série (photographie, musique) et définir des codes qui devront être repris dans tous les épisodes de la série pour garder une certaine uniformité et identité.
Chaque épisode se termine désormais par la chanson Pride du groupe britannique Syntax.
Le 7 mai 2014, Le Point annonce qu'une treizième saison de 10 épisodes est déjà en production.
Le 21 mai 2015, l'actrice Marine Delterme annonce dans une interview à Télé 2 semaines que la chaîne a d'ores et déjà commandé une quatorzième saison. Le tournage doit débuter en septembre pour une diffusion le jeudi 19 mai 2016 sur TF1 à 20h55.
Le 11 janvier 2021, TF1 officialise l'arrêt de la série. Pour la chaine, les audiences sur cibles étaient devenues insuffisantes. Le 23 janvier, Marine Delterme confirme l'arrêt de la série mais souhaiterait deux épisodes finaux. Le jeudi 11 mars, un couplage des séries Alice Nevers et Section de recherches est diffusé à 21h05 sur TF1. 
Deux épisodes pour clore la série ont été diffusés le jeudi 10 février 2022. Ceux-ci ont définitivement terminé la série.
Finalement, la chaine de télévision TF1, annonce le tournage de deux épisodes spéciaux,,. L'idée désormais ne serais pas de repartir pour des saisons entiere, mais simplement des épisodes de temps en temps, comme le fais la série Section de recherches (série télévisée).

### Attribution des rôles
Florence Pernel tient le rôle de la juge d'instruction Florence Larrieu, aux côtés de Frédéric Diefenthal en inspecteur Colas. En 2001, ce dernier est remplacé par Patrick Catalifo dans le rôle du commissaire Saintigny, et l'année suivante, pour les deux derniers épisodes, par Aurélien Wiik en tant qu'inspecteur Joly.
En 2002, en même temps que l'arrivée de Marine Delterme dans le rôle d'Alice Nevers, tout le reste de la distribution est modifié. Richaud Valls incarne le lieutenant Forette le temps de deux épisodes. Il est remplacé par Arnaud Binard en lieutenant Romance, et Alexandre Brasseur rejoint l'équipe la saison suivante en 2003 dans le rôle du lieutenant Guérand. Jean Dell joue Édouard Lemonnier, le greffier d'Alice Nevers, Daniel-Jean Colloredo incarne le médecin légiste, Anne-Marie Philipe, la présidente du tribunal, et Paul Barge, le père d'Alice.
En 2005, le temps de deux saisons, Catherine Alcover reprend le rôle de la présidente du tribunal précédemment joué par Anne-Marie Philipe.
En 2007, à partir de la sixième saison, la série connait un grand changement de casting : Arnaud Binard (Lieutenant Romance) et Alexandre Brasseur (Lieutenant Guérand) quittent la série et sont remplacés par Jean-Michel Tinivelli (Commandant Marquand) et Grégori Baquet (Ludovic).
En 2009, Noam Morgensztern fait son apparition dans le rôle de Max Cohen, en alternance avec Grégori Baquet dans la septième saison, puis seul à partir de la huitième saison. Pierre Santini reprend le rôle de Jacques Nevers, le père d'Alice. En 2010, après quelques apparitions dans les saisons précédentes, Alexandre Varga revient dans la série avec le personnage de Mathieu Brémont, amour de jeunesse puis compagnon d'Alice Nevers.
En 2011, à la fin de la neuvième saison, Jean Dell quitte la série et son personnage d'Édouard Lemonnier, le greffier d'Alice Nevers. Il est remplacé à partir de la saison suivante par Guillaume Carcaud qui joue Victor Lemonnier, le neveu de son personnage.
En 2013, à la fin de la onzième saison, Noam Morgensztern (Max) quitte la série pour intégrer la Comédie-Française. Il est remplacé à partir de la saison suivante par l'humoriste Ahmed Sylla dans le rôle de Noah, le nouvel adjoint de Marquand. Dans cette même saison, Maryne Bertieaux obtient le rôle de Lucie Fronsac, la fille de Marquand, et Karine Ambrosio, celui de Rachel Fronsac, la mère de Lucie.
En 2015, dans la treizième saison, Massimiliano Belsito tient le rôle du Dr Adam Chahine, le chirurgien d'Alice avec qui il se rapproche, tandis que Karina Testa joue Léa Delcourt, une policière du SDLP qui loge chez Marquand et ne le laisse pas indifférent.
Le final de la onzième saison a été marqué par un spécial deux épisodes avec Karl E. Landler jouant le rôle du tueur, Robin Torrens, tout au long de ces deux épisodes.

### Tournage
Le tournage de trois épisodes de la dixième saison a lieu du 10 juin au 21 juillet 2011.
Le tournage de la treizième saison débute le 13 octobre 2014. L’équipe a récemment terminé d’enregistrer la seizième saison, et la diffusion a commencé le 28 mai en Belgique et sera diffusée le samedi soir à 20 h 55 sur La Une, tandis qu’en France, elle sera diffusée durant cinq jeudis à partir du 17 mai.
Les scènes ayant pour décor le tribunal de grande instance, sont tournées au TGI de Paris.
Jusqu'à la saison 2018, l'appartement d'Alice était situé dans le 10e arrondissement de Paris. Anciennement, c'était dans un appartement boulevard Malesherbes.

### Fiche technique
Liste non exhaustive du personnel technique.
- Titre original : Le juge est une femme (1993)
- Titres français : Florence Larrieu : Le juge est une femme (1993-2002), Alice Nevers : Le juge est une femme (2002-2022)
- Création : Noëlle Loriot (trilogie littéraire)
- Réalisation : Pierre Boutron (1995-2002), René Manzor (2007-2012), Éric Le Roux (2013-2015), Akim Isker (2014-2015)
- Scénario : Martin Brossollet (2003-2015), René Manzor (2008-2012), Maxime Govare (2011-2015), Claire Alexandrakis (2012-2015)
- Musique : Roland Romanelli (2000-2002), Frédéric Porte (2002-2007), Christophe La Pinta (2007-2022), Syntax (thème final : Pride)
- Décors : Emile Ghigo (1998-2002), Étienne Méry (2003-2008), Denis Champenois (2009-2014)
- Costumes : Pascale Arrou (1998-2002), Olga Pelletier (2005-2014)
- Photographie : Martial Thury (2000-2002), Paco Wiser (2002-2008), Thierry Schwartz (2005-2014)
- Montage : Patrice Monnet (1999-2012), Hélène de Luze (2007-2014), Nicolas Reydon (2013-2014)
- Montage Son : Jean Pierre Halbwachs (2006-2022)
- Casting : Françoise Menidrey (1998-2002), Gwendale Schmitz (2002-2015)
- Production : Pascale Breugnot (1998-2022), Vincent Mouluquet (2014-2022)
- Sociétés de production : Ego Productions, avec la participation de TF1
- Sociétés de distribution : Carrere Group DA
- Pays de production :  France
- Langue originale : français
- Format : couleur
- Genre : Série policière et judiciaire
- Durée : 90 minutes (1993-2007), puis 52 minutes (2007-2022)

### Diffusion internationale
La série est diffusée en France sur TF1, et rediffusée sur plusieurs autres chaînes telles que TV Breizh, Virgin 17, NRJ 12, 13e rue et HD1. La série est également diffusée à l'international dans une cinquantaine de pays, dont :
- Italie : Rai 1 et Rai 3, depuis le 30 juin 2009 sous le titre Alice Nevers - Professione giudice ;
- Belgique : RTL-TVI et RTBF depuis le 2 septembre 2002 sous le titre Alice Nevers, Le juge est une femme.

## Épisodes

### Florence Larrieu: Le juge est une femme
La série de 17 épisodes, dont un pilote, répartis en sept saisons, est diffusée du 11 novembre 1993 au 13 mai 2002.

### Alice Nevers
La série est diffusée depuis le 2 septembre 2002 et compte 18 saisons. Les épisodes des cinq premières saisons durent 90 minutes, et les suivants adoptent le format de 52 minutes. En 2019, TF1 diffuse un crossover avec la série Section de recherches. La série s'arrête en 2020 après 18 saisons et 119 épisodes.
| Saison | Saison | Nombre d'épisodes | Horaire       | Diffusion en France | Diffusion en France |
| Saison | Saison | Nombre d'épisodes | Horaire       | Début de saison     | Fin de saison       |
| ------ | ------ | ----------------- | ------------- | ------------------- | ------------------- |
|        | 1      | 3                 | Lundi         | 2 septembre 2002    | 16 juin 2003        |
|        | 2      | 3                 | Lundi         | 29 septembre 2003   | 7 juin 2004         |
|        | 3      | 2                 | Lundi         | 24 janvier 2005     | 30 janvier 2005     |
|        | 4      | 3                 | Lundi         | 14 novembre 2005    | 18 avril 2006       |
|        | 5      | 5                 | Lundi         | 23 août 2006        | 21 janvier 2007     |
|        | 6      | 6                 | Jeudi 21 h 40 | 18 octobre 2007     | 28 avril 2008       |
|        | 7      | 5                 | Jeudi         | 4 juin 2009         | 11 juin 2009        |
|        | 8      | 6                 | Jeudi         | 21 janvier 2010     | 4 février 2010      |
|        | 9      | 6                 | Jeudi         | 20 janvier 2011     | 3 février 2011      |
|        | 10     | 6                 | Jeudi         | 26 janvier 2012     | 9 février 2012      |
|        | 11     | 8                 | Jeudi         | 23 mai 2013         | 13 juin 2013        |
|        | 12     | 10                | Jeudi         | 10 avril 2014       | 8 mai 2014          |
|        | 13     | 10                | Jeudi         | 14 mai 2015         | 11 juin 2015        |
|        | 14     | 10                | Jeudi         | 19 mai 2016         | 4 mai 2017          |
|        | 15     | 10                | Jeudi         | 11 mai 2017         | 8 juin 2017         |
|        | 16     | 10                | Jeudi         | 17 mai 2018         | 14 juin 2018        |
|        | 17     | 10                | Jeudi         | 16 mai 2019         | 20 juin 2019        |
|        | 18     | 6                 | Jeudi         | 22 octobre 2020     | 5 novembre 2020     |
|        | 19     | 2                 | Jeudi         | 10 février 2022     | 10 février 2022     |

## Accueil

### AudiencesAlice Nevers

#### Tableau
| Saison | Nombre d'épisodes | Audience (en millions) | Audience (en millions) | Audience (en millions) | Audience (en millions) | Audience (en millions) | Audience (en millions) | Audience (en millions) | Audience (en millions) | Audience (en millions) | Audience (en millions) | Audience (en millions) | Audience (en millions) | Audience (en millions) | Audience (en millions) | Audience (en millions) |
| Saison | Nombre d'épisodes | E1                     | E2                     | E3                     | E4                     | E5                     | E6                     | E7                     | E8                     | E9                     | E10                    | Première               | Finale                 | Moyenne                | Minimum                | Maximum                |
| ------ | ----------------- | ---------------------- | ---------------------- | ---------------------- | ---------------------- | ---------------------- | ---------------------- | ---------------------- | ---------------------- | ---------------------- | ---------------------- | ---------------------- | ---------------------- | ---------------------- | ---------------------- | ---------------------- |
| 1      | 3                 | 6,20                   | 6,57                   | 6,77                   | -                      | -                      | -                      | -                      | -                      | -                      | -                      | 6,20                   | 6,77                   | 6,51                   | 6,20                   | 6,77                   |
| 2      | 3                 | 6,56                   | 8,09                   | 7,44                   | -                      | -                      | -                      | -                      | -                      | -                      | -                      | 6,56                   | 7,44                   | 7,36                   | 6,56                   | 8,09                   |
| 3      | 2                 | 8,74                   | 8,84                   | -                      | -                      | -                      | -                      | -                      | -                      | -                      | -                      | 8,74                   | 8,84                   | 8,79                   | 8,74                   | 8,84                   |
| 4      | 3                 | 7,32                   | 7,98                   | NI                     | -                      | -                      | -                      | -                      | -                      | -                      | -                      | 7,32                   | NI                     | NI                     | NI                     | NI                     |
| 5      | 5                 | NI                     | 7,40                   | 8,18                   | NI                     | NI                     | -                      | -                      | -                      | -                      | -                      | NI                     | NI                     | NI                     | NI                     | NI                     |
| 6      | 6                 | 5,86                   | 5,16                   | 5,89                   | 5,00                   | 6,90                   | 3,60                   | -                      | -                      | -                      | -                      | 5,86                   | 3,60                   | 5,40                   | 3,60                   | 6,90                   |
| 7      | 5                 | 5,35                   | 4,88                   | 3,37                   | 5,00                   | 4,94                   | -                      | -                      | -                      | -                      | -                      | 5,35                   | 4,94                   | 4,71                   | 3,37                   | 5,35                   |
| 8      | 6                 | 7,27                   | 6,68                   | 7,20                   | 6,51                   | 7,41                   | 6,79                   | -                      | -                      | -                      | -                      | 7,27                   | 6,79                   | 6,98                   | 6,51                   | 7,41                   |
| 9      | 6                 | 6,00                   | 5,70                   | 7,10                   | 6,50                   | 6,80                   | 6,50                   | -                      | -                      | -                      | -                      | 6,00                   | 6,50                   | 6,43                   | 5,70                   | 7,10                   |
| 10     | 6                 | 5,94                   | 5,37                   | 6,88                   | 6,30                   | 6,56                   | 6,15                   | -                      | -                      | -                      | -                      | 5,94                   | 6,15                   | 6,20                   | 5,37                   | 6,88                   |
| 11     | 8                 | 6,55                   | 5,90                   | 6,39                   | 5,90                   | 6,17                   | 5,80                   | 6,85                   | 6,50                   | -                      | -                      | 6,55                   | 6,50                   | 6,26                   | 5,80                   | 6,85                   |
| 12     | 10                | 6,60                   | 5,90                   | 6,34                   | 5,70                   | 6,73                   | 6,10                   | 6,42                   | 6,16                   | 7,07                   | 6,30                   | 6,60                   | 6,30                   | 6,28                   | 5,70                   | 7,07                   |
| 13     | 10                | 6,00                   | 5,19                   | 6,28                   | 5,43                   | 6,06                   | 5,48                   | 5,99                   | 5,13                   | 6,26                   | 5,55                   | 6,00                   | 5,55                   | 5,74                   | 5,13                   | 6,26                   |
| 14     | 10                | 6,03                   | 5,19                   | 5,90                   | 5,31                   | 6,02                   | 5,15                   | 5,04                   | 5,01                   | 5,99                   | 4,91                   | 6,03                   | 4,91                   | 5,49                   | 4,91                   | 6,03                   |
| 15     | 10                | 5,61                   | 4,96                   | 5,79                   | 4,83                   | 4,89                   | 4,52                   | 5,44                   | 4,66                   | 5,99                   | 5,21                   | 5,61                   | 5,21                   | 5,20                   | 4,52                   | 5,99                   |
| 16     | 10                | 5,93                   | 4,94                   | 5,48                   | 4,54                   | 5,33                   | 4,31                   | 4,92                   | 4,31                   | 5,31                   | 4,64                   | 5,93                   | 4,64                   | 4,97                   | 4,31                   | 5,93                   |
| 17     | 10                | 5,95                   | 5,29                   | 5,31                   | 4,56                   | 4,67                   | 3,73                   | 4,75                   | 4,13                   | 4,46                   | 3,79                   | 5,95                   | 3,79                   | 4,66                   | 3,73                   | 5,95                   |
| 18     | 6                 | 5,37                   | 4,33                   | 5,15                   | 4,00                   | 5,47                   | 4,90                   | -                      | -                      | -                      | -                      | 5,37                   | 4,90                   | 4,87                   | 4,00                   | 5,47                   |
| 19     | 2                 | 5,58                   | 5,08                   | -                      | -                      | -                      | -                      | -                      | -                      | -                      | -                      | 5,58                   | 5,08                   | 5,33                   | 5,08                   | 5,58                   |

- Les plus hauts chiffres d'audience
- Les plus bas chiffres d'audience

#### Graphique
Audiences (en milliers de téléspectateurs) par saison
- Lancement
- Moyenne
- Finale
- Minimum
- Maximum

### Critiques
Sur Allociné, la série obtient une note de 1,6/5 dont 2 764 notes et 53 critiques.
La douzième saison est plutôt bien notée par la presse télé, entre moyen et excellent. Les épisodes sont « réussis et rythmés », et la saison est « sombre et prenante ».
Pour Hélène Rochette, de Télérama, la treizième saison aborde de nouveaux thèmes complètement irréels, comme « des pom-pom girls djihadistes ». Le traitement de la vie privée de l’héroïne provoque un sentiment entre « fou rire et agacement ».

## Produits dérivés

### Sorties en DVD
- Florence Larrieu : Le juge est une femme, saisons 1, 2 & 3 (5 DVD), paru le 20 septembre 2006
- Florence Larrieu : Le juge est une femme, saisons 3, 4 & 5 (5 DVD), paru le 22 juin 2007
- Florence Larrieu : Le juge est une femme, saisons 5, 6 & 7 (5 DVD), paru le 18 septembre 2008
- Alice Nevers : Le juge est une femme, saisons 6 & 7 (4 DVD), paru le 4 novembre 2014
- Alice Nevers : Le juge est une femme, saisons 8 & 9 (4 DVD), paru le 4 novembre 2014
- Alice Nevers : Le juge est une femme, saison 10 paru le 6 octobre 2015
- Alice Nevers : Le juge est une femme, saison 11 paru le 6 octobre 2015
- Alice Nevers : Le juge est une femme, saison 12 paru le 6 octobre 2015
- Alice Nevers : Le juge est une femme, saison 13 paru le 18 octobre 2016
- Alice Nevers, saison 14 paru le 3 octobre 2017